# 아녜스 소렐

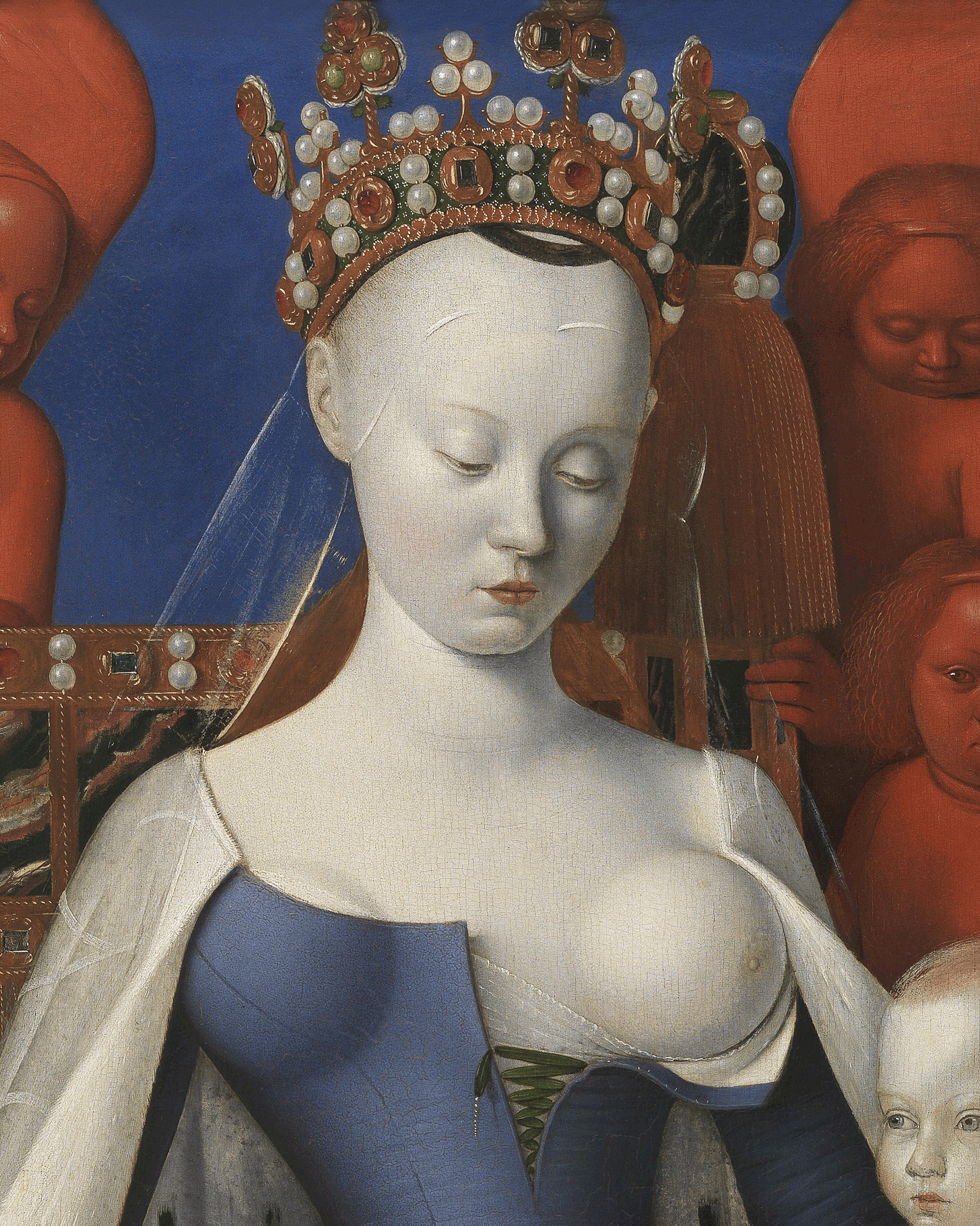
아녜스 소렐

아녜스 소렐(프랑스어: Agnès Sorel 프랑스어 발음: [aɲɛs sɔʁɛl], 1422년 ~ 1450년 2월 9일)은 프랑스 왕 샤를 7세의 애첩이었으며, 네 명의 딸을 낳았다.
공식적으로 인정받는 프랑스 왕의 첫 번째 메트리상티트르로 여겨진다. 그녀는 장 푸케의 처녀와 천사들에 둘러싸인 아이를 포함하여, 여러 현대 그림과 예술 작품의 주제였다.